# ДФ-15
ДФ-15 (абревиатура от „ДунФън-15“ буквално „Източен вятър“ от китайски език) е китайска балистична ракета с малък обсег. На въоръжение е във Втори артилерийски корпус на Народната освободителна армия. Американското Министерство на отбраната изчислява, че Китай има между 315 и 355 ракети и 90 – 110 установки за изстрелване.

## История
Разработването на ДФ-15 започва през 1985 г. със завършен представен дизайн към 1987 г. До средата на 90-те години на 20 век са правени опити в пустинията Гоби. Първото публично представяне на ДФ-15 е през 1988 г. на изложбата на отбраната в Пекин.